# Ilse Naumann
Ilse Naumann (* 1905 in Berlin; † 1983 in Berlin-Neukölln) war eine deutsche Modezeichnerin und Kostümbildnerin.
Ilse Naumann wurde wahrscheinlich an der Reimann-Schule in Berlin-Schöneberg ausgebildet. In den 1930er und 40er Jahren wirkte Ilse Naumann an vielen Film- und Theaterproduktionen mit. Sie entwarf unter anderem die Filmkostüme für Heinz Rühmann in Nanu, Sie kennen Korff noch nicht?, für Grethe Weiser in Die göttliche Jette und für Olga Tschechowa in Ich verweigere die Aussage. 1939 entwarf sie auch die Kostüme für den italienischen Opernfilm Premiere der Butterfly. Charakteristisch für ihre Kostümentwürfe war das skizzieren der Silhouetten mit Bleistift und das spätere Ausmalen mit Wasserfarben sowie die Verwendung von Transparent- und Seidenpapieren. Ilse Naumann nahm in den 1930er Jahren an Design-Wettbewerben des Deutschen Modeamtes teil und belegte 1937/1938 den ersten Platz für den Entwurf eines eleganten, schwarzen Abendkleides mit weißem floralen Aufdruck.:33
Von Ilse Naumann sind rund 500 Entwurfszeichnungen erhalten. Eine Auswahl ihrer Werke wurde 2012/2013 im LVR-Industriemuseums Ratingen im Rahmen der Ausstellung Glanz und Grauen: Mode im Dritten Reich gezeigt. Der Nachlass von Ilse Naumann wurde von einem Berliner Kunsthändler erworben und drei Jahre nach ihrem Tod im Rahmen einer Ausstellung im Wertheim-Kaufhaus in Berlin-Steglitz verkauft.